# Ронфе
Ронфе (порт. Ronfe)  —  населённый пункт и район в Португалии,  входит в округ Брага. Является составной частью муниципалитета Гимарайнш. Находится в составе крупной городской агломерации Большое Минью. По старому административному делению входил в провинцию Минью. Входит в экономико-статистический  субрегион Аве, который входит в Северный регион. Население составляет 4487 человек на 2001 год. Занимает площадь 4,99 км².
Покровителем района считается Иаков Зеведеев (порт. São Tiago).